# Bristol Babe
El Bristol Babe fue un biplano monoplaza ligero construido en Gran Bretaña, destinado a la aviación privada y producido inmediatamente después de la Primera Guerra Mundial. Sólo volaron dos ejemplares.

## Diseño y desarrollo

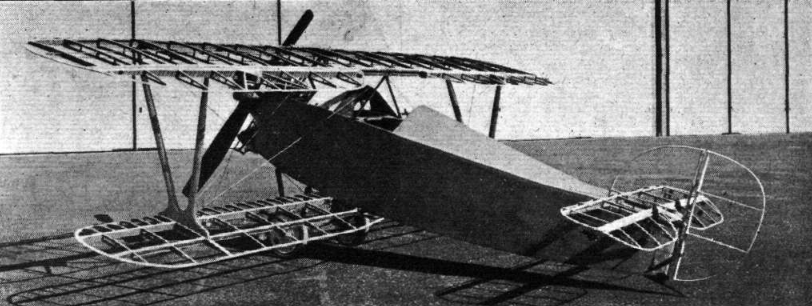
La estructura del Babe sin recubrir.

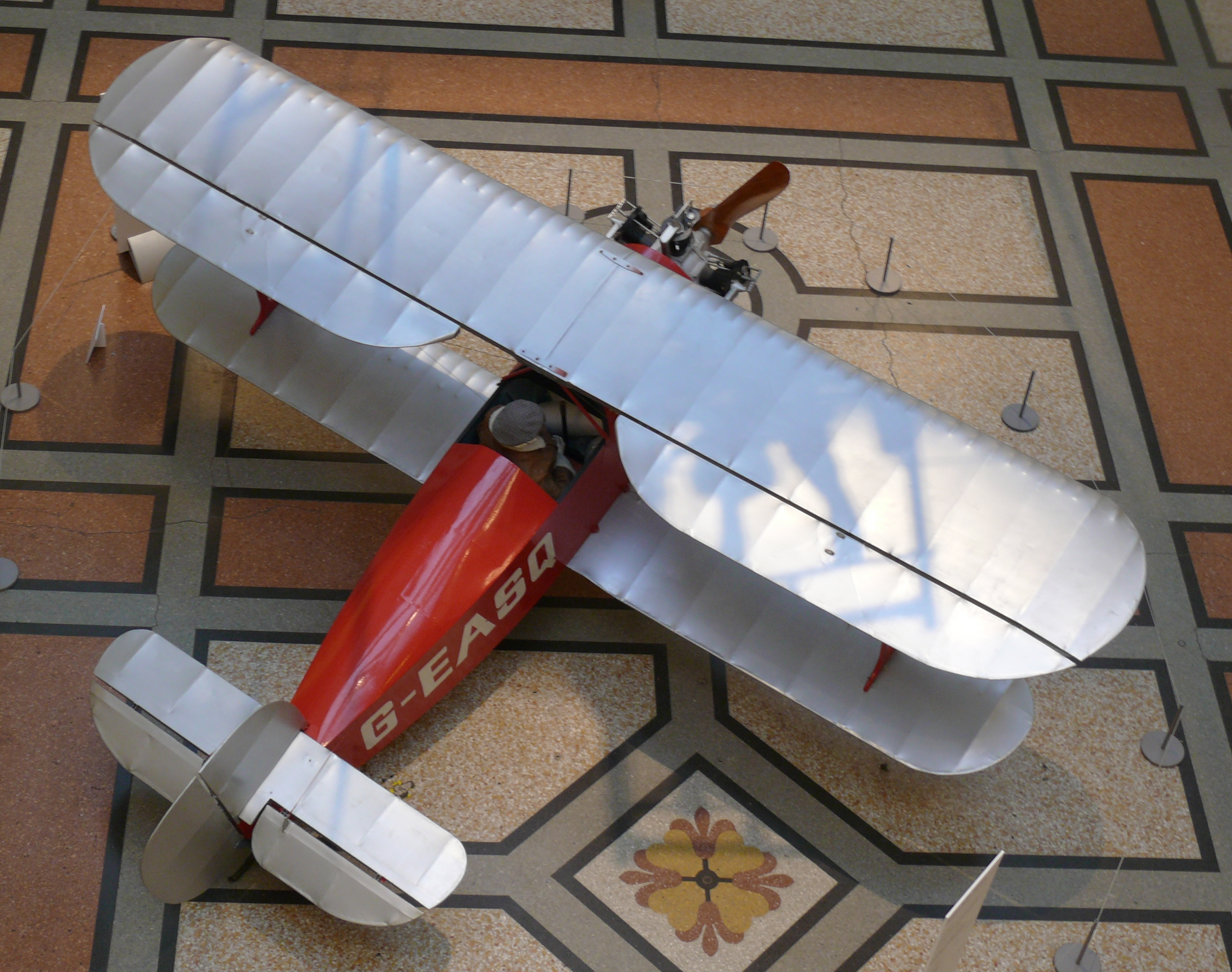
Réplica del Babe del Museo de Bristol.

El Bristol Babe fue creación de Frank Barnwell, un entusiasta de la aviación y diseñador jefe de Bristol. Estaba destinado al aviador privado y era un pequeño biplano monoplaza monomotor con alas decaladas de un solo vano sin flecha y de envergaduras desiguales. Los alerones de envergadura total se instalaron únicamente en el ala superior. El fuselaje estaba revestido de madera contrachapada y recubierto con tela para su protección. La cabina estaba debajo del borde de fuga del ala superior, con una cubierta redondeada por detrás hasta la cola. El empenaje y el timón eran generosos y redondeados, y el tren de aterrizaje era un sistema convencional de un solo eje más patín de cola.
Encontrar un motor pequeño adecuado resultó difícil. La intención original era utilizar el motor radial ABC Gadfly de 50 kW (60 hp), pero, en abril de 1919, ABC se retiró de la fabricación de motores de aviación. Una posible alternativa era el motor bóxer bicilíndrico Siddeley Ounce de 30 kW (40 hp) en ese momento en desarrollo, por lo que se comenzó a fabricar un tercer Babe como banco de pruebas. Mientras tanto, Barnwell resucitó un motor radial Viale 35 hp de cinco cilindros de 26 kW (35 hp) de 1911 que se habían instalado en un Avro Type F y que había quedado almacenado tras un accidente. Este motor funcionaba satisfactoriamente durante media hora, después de lo cual tendía a sobrecalentarse. Se instaló en el segundo Babe, que realizó su primer vuelo el 28 de noviembre de 1919. El piloto, Cyril Uwins, informó que era un avión fácil para un piloto experimentado, pero bastante inestable para un novato. Aunque era útil para realizar pruebas, el viejo Viale no era lo suficientemente fiable para la venta, por lo que, después de unas negociaciones en el Salón Aeronáutico de París en noviembre de 1919, se encargaron dos motores rotativos Le Rhône Type 7B2 de siete cilindros y 50 kW (60 hp) para los dos primeros Babe. El tercer Babe apareció en este salón con un motor Ounce incompleto.
El segundo Babe construido fue denominado Babe I cuando tuvo el motor Viale y luego Babe III con el motor Le Rhône. La primera máquina propulsada por Le Rhône fue el otro Babe III. El tercer avión, propulsado por un Ounce, denominado Babe II, nunca voló, pero los dos Babe III sí lo hicieron y fueron matriculados durante el invierno de 1919-20.
El primer Babe sufrió una modificación drástica en mayo de 1920, cuando recibió una gruesa ala monoplano en voladizo. Problemas de seguridad impidieron sus pruebas y, en febrero de 1921, ambos aviones fueron eliminados del Registro Civil. El motor Viale se encuentra actualmente en el Museo de Ciencias de Londres. En la asignación retrospectiva de números de modelo de Bristol realizada en 1923, el Babe I fue etiquetado como Type 30, los Babe III como Type 46A y el Babe II, que no voló, como Type 46.

## Variantes
Babe I
Segundo prototipo con motor Viale 35 hp.
Babe II
Tercer prototipo con motor Siddeley Ounce, no llegó a volar.
Babe III
Primer y segundo prototipos con motor Le Rhône Type 7B2.

## Especificaciones (Babe III)
Referencia datos: Barnes, 1964

### Características generales
- Tripulación: Uno (piloto)
- Longitud: 4,6 m (14,9 ft)
- Envergadura: 6 m (19,7 ft)
- Altura: 1,8 m (5,7 ft)
- Superficie alar: 10 m² (107,6 ft²)
- Peso vacío: 209 kg (460,6 lb)
- Peso cargado: 381 kg (839,7 lb)
- Planta motriz: 1× motor rotativo de 7 cilindros refrigerado por aire Le Rhône Type 7B2.
  - Potencia: 45 kW (62 HP; 61 CV)
- Hélices: Bipala de paso fijo

### Rendimiento
- Velocidad máxima operativa (Vno): 172 km/h (107 MPH; 93 kt)
- Techo de vuelo: 4570 m (14 993 ft)

## Aeronaves relacionadas

### Secuencias de designación
- Secuencia Numérica (interna de Bristol): ← 27 - 28 - 29 - 30 - 31 - 32 - 33 -- 43 - 44 - 45 - 46 - 47 - 48 - 52 →